# Habau
Szehemréhutaui Habau ókori egyiptomi fáraó volt a XIII. dinasztia idején. Kim Ryholt szerint a dinasztia 16. uralkodója, aki három évig uralkodott, i. e. 1775-től 1772-ig. Thomas Schneider ellenben i. e 1752 és i. e. 1746 közé teszi uralkodásának idejét. Jürgen von Beckerath szerint a dinasztia harmadik uralkodója volt. A XIII. dinasztia első felének uralkodójaként Habau a Memphisz és Asszuán közti országrészt és talán a Nílus-delta nyugati részét tartotta uralma alatt.

## Említései

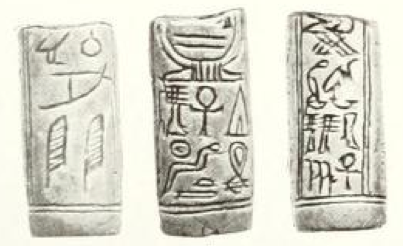
Szehemréhutaui Habau pecséthengere, Petrie Múzeum UC 11527.

Szehemréhutaui Habau neve nem szerepel a torinói királylistán, sem más ókori királylistákon. Ryholt szerint Habau helye a torinói papirusz 7. oszlopának 17. sorában kellene, hogy legyen, ahol a wsf megjegyzés áll (a lista XIX. dinasztia korabeli összeállítója így jelezte, ha a forrásként felhasznált eredeti szöveg hiányos volt).
Habau létezését régészeti leletek sokasága bizonyítja. Az Egypt Exploration Society 1891-es, Édouard Naville vezette bubasztiszi ásatása során előkerültek egy 1,80×0,76 méteres vörös gránit architráv töredékei, melyen a király Hórusz-neve és prenomene állt. Ma a British Museumban található, katalógusszáma BM EA 1100. Egy másik, Taniszból előkerült architrávon Habau neve együtt szerepel a szintén a XIII. dinasztiához tartozó Hór fáraóéval. Darrell Baker és Ryholt ennek alapján azt feltételezi, hogy Habau Hór fia és talán társuralkodója lehetett.
Ryholt és Baker szerint a két architráv nem a Delta-régióból származhat, ahol megtalálták őket, hanem Memphiszből, és a XIII. dinasztia bukásakor kerülhettek a Deltába, amikor a megszálló hükszoszok számos műemléket vittek Memphiszből Avariszba és a Delta-vidék más városaiba, köztük Bubasztiszba és Taniszba. Az is lehet, hogy mindet Avariszba vitték, és ott maradtak egészen II. Ramszesz koráig, aki avariszi alapanyagokból építtette fel fővárosát, Per-Ramszeszt. A várost a XXI. dinasztia idején lebontották, építőanyagait széthordták a Deltában. (Imiermesa kolosszusai hasonló sorsra jutottak.)
Habaut említi egy pecséthenger is, amely ma a Petrie Múzeumban található (UC 11527), négy pecsétlenyomat Uronartiból, egy pedig Mirgisszából – mindkettő egyiptomi erődízmény Núbiában.

## Személyazonossága
Szehemréhutaui Habau nomene személyneve nem maradt fenn, így személyazonosságában nem lehetünk teljesen biztosak. Ryholt feltételezése szerint Habau nomene Szobek volt, ez a név ugyanis előfordul olyan tárgyakon, amelyek egy, a XIII. dinasztia első feléhez tartozó királyéi lehettek. Ebből a korszakból csak két király nomene nem ismert: Habaué és Nerikaréé, így Szobek bármelyikük lehet.
Jürgen von Beckerath ezzel szemben úgy vélte, Habau azonos azzal a Pantjeni nevű uralkodóval, aki egyetlen sztéléről ismert. Ezt Marcel Marée cáfolta, mikor tanulmányában kifejtette, hogy a sztélé ugyanabban a műhelyben készült (és talán ugyanannak a személynek a műve), mint Upuautemszaf és Rahotep királyok sztéléi. Utóbbiról tudni, hogy a XVII. dinasztia elejéhez tartozik, és i. e. 1580 körül uralkodott, így Pantjeninek i. e. 1600 körül kellett uralkodnia, talán a XVI. dinasztia utolsó uralkodói közé tartozott. Az is lehetséges, hogy Pantjeni a feltételezett abüdoszi dinasztia tagja volt, amely i e. 1650 és 1600 közt uralta Közép-Egyiptomot.
Wolfgang Helck és Stephen Quirke szerint Szehemréhutaui Habau ugyanaz a személy, mint Szehemréhutaui Szobekhotep, de ezzel a legtöbb egyiptológus, köztük von Beckerath, Detlef Franke, Ryholt és Anthony Spalinger nem ért egyet. Von Beckerath és Franke rámutat, hogy bár a két király trónneve ugyanaz, többi nevük semmiben nem egyezik. Spalinger szerint a Szehemhutauiré Szobekhotep nevéhez fűződő núbiai feljegyzéseket a Nílus áradásáról nem lehet Habauhoz kötni. Stephen Quirke erre válaszolva rámutatott, hogy Szehemréhutaui Szobekhotep Hórusz- és Arany Hórusz-neve egyetlen, Medamudban talált kőtömbről ismert, amely nem tulajdonítható neki teljes bizonyossággal.

## Név, titulatúra
A fáraók titulatúrájának magyarázatát és történetét lásd az Ötelemű titulatúra szócikkben.
| G5 |

| G5 |

| xa | G30 |

| xa | G30 |

| xa | G30 |

| xa | G30 |

| G5 |

| G5 |

| xa | G30 |

| xa | G30 |

| xa | G30 |

| xa | G30 |

| G16 |

| G16 |

| wHm | Dd | Dd |

| wHm | Dd | Dd |

| G16 |

| G16 |

| wHm | Dd | Dd |

| wHm | Dd | Dd |

| G8 |

| G8 |

| anx | M4 | M4 | M4 |

| anx | M4 | M4 | M4 |

| G8 |

| G8 |

| anx | M4 | M4 | M4 |

| anx | M4 | M4 | M4 |

| M23 | L2 |

| M23 | L2 |

| ra | sxm | D43 · N19 |

| ra | sxm | D43 · N19 |

| ra | sxm | D43 · N19 |

| ra | sxm | D43 · N19 |

| ra | sxm | D43 · N19 |

| ra | sxm | D43 · N19 |

| ra | sxm | D43 · N19 |

| ra | sxm | D43 · N19 |

| M23 | L2 |

| M23 | L2 |

| ra | sxm | D43 · N19 |

| ra | sxm | D43 · N19 |

| ra | sxm | D43 · N19 |

| ra | sxm | D43 · N19 |

| ra | sxm | D43 · N19 |

| ra | sxm | D43 · N19 |

| ra | sxm | D43 · N19 |

| ra | sxm | D43 · N19 |

## Fordítás
- Ez a szócikk részben vagy egészben  a   Sekhemrekhutawy Khabaw című angol Wikipédia-szócikk ezen változatának fordításán alapul.  Az eredeti cikk szerkesztőit annak laptörténete sorolja fel. Ez a jelzés csupán a megfogalmazás eredetét és a szerzői jogokat jelzi, nem szolgál a cikkben szereplő információk forrásmegjelöléseként.